# Tito Buy
Tito Buy (San Secondo Parmense, 4 settembre 1846 – Vicenza, 18 febbraio 1923) è stato un patriota e poeta italiano, noto soprattutto per essere stato nel 1902 il fondatore e il primo presidente dell'L.R. Vicenza.

## Biografia
Il professore Tito Buy nacque in provincia di Parma. Fu garibaldino combattendo in Sicilia, in Trentino e nell'Agro romano. Fu decorato nel 1866 con medaglia di bronzo da Giuseppe Garibaldi dopo la battaglia di Bezzecca. Nel 1867 fu ferito nella battaglia di Mentana. Prendendo parte alla campagna dell'Agro romano per la liberazione di Roma Si cimentò nei panni di poeta: a Parma scrisse i versi di una vaudeville.

### Gli anni a Vicenza
Giunto a Vicenza, il professor Tito Buy fu preside del Liceo Scientifico Paolo Lioy. Assieme al professore di educazione fisica dello stesso liceo, Antonio Libero Scarpa, fondarono domenica 9 marzo 1902 presso la palestra comunale di Santa Caterina, l'L.R. Vicenza, la più antica squadra del Veneto.
Tito Buy fu una delle figure di spicco della città berica: quando morì all'età di 76 anni, l'intera città partecipò alle esequie.
Nel 1924, a un anno dalla sua morte, venne scritta una sua biografia.
Tito Buy è bisnonno dell'attrice Margherita Buy.